# Calosota cryphali
Calosota cryphali är en stekelart som beskrevs av Yang 1996. Calosota cryphali ingår i släktet Calosota och familjen hoppglanssteklar. Inga underarter finns listade.